# Język nagarchal
Język nagarchal – wymarły język z rodziny języków drawidyjskich. Używany był głównie w środkowych i północnych stanach Indii.